# Davide Plebani
Davide Plebani (* 24. Juli 1996 in Sarnico) ist ein italienischer Radsportler, der Rennen auf Bahn und Straße bestreitet.

## Sportliche Laufbahn
Davide Plebani stammt aus einer radsportbegeisterten Familie; seine Eltern betreiben eine Bar in seinem Heimatort. Im Alter von zehn Jahren begann er mit dem Radsport, um Gewicht zu verlieren. Zudem bestritt er Motocrossrennen, was er aber nach einem Sturz aufgab.
2014 wurde Plebani italienischer Juniorenmeister im Straßenrennen. 2016 errang er mit Simone Consonni, Filippo Ganna und Francesco Lamon bei den U23-Europameisterschaften Silber in der Mannschaftsverfolgung. Drei Jahre später, gewann er beim Lauf des Bahn-Weltcups in Hongkong die Mannschaftsverfolgung mit Liam Bertazzo, Lamon und Ganna. 2019 errang er bei den Bahnweltmeisterschaften im polnischen Pruszków die Bronzemedaille in der Einerverfolgung.
Auf der Straße fuhr Plebani für mehrere italienische UCI Continental Teams, ohne dabei zählbare Erfolge zu erzielen. Mit der Nationalmannschaft gewann er bei den UEC-Straßen-Europameisterschaften 2020 die Bronzemedaille in der Mixed-Staffel.

## Privates
Davide Plebani ist liiert mit der Radsportlerin Elisa Balsamo (Stand 2023).

## Erfolge

### Bahn
2016
- U23-Europameisterschaft – Mannschaftsverfolgung (mit Simone Consonni, Filippo Ganna und Francesco Lamon)

2019
- Weltcup in Hongkong – Mannschaftsverfolgung (mit Liam Bertazzo, Francesco Lamon und Filippo Ganna)
- Weltmeisterschaft – Einerverfolgung
- Europaspiele – Einerverfolgung, Mannschaftsverfolgung (mit Carloalberto Giordani, Francesco Lamon, Stefano Moro und Liam Bertazzo)
- Europameisterschaft – Mannschaftsverfolgung (mit Filippo Ganna, Francesco Lamon, Michele Scartezzini und Simone Consonni)

2022
- Nations’ Cup in Cali – Mannschaftsverfolgung (mit Michele Scartezzini, Jonathan Milan, Francesco Lamon und Liam Bertazzo)
- Italienischer Meister – Zweier-Mannschaftsfahren (mit Mattia Pinazzi)

### Straße
2014
- Italienischer Junioren-Meister – Straßenrennen

2020
- Europameisterschaft – Mixed-Staffel

### Paracycling
2024
 Sommer-Paralympics – Verfolgung (mit Lorenzo Bernard)